# Galium auratum
Galium auratum là một loài thực vật có hoa trong họ Thiến thảo. Loài này được Klokov mô tả khoa học đầu tiên năm 1961.